# Diane Wei Liang
Diane Wei Liang (Pequín, 1 de gener de 1966) és una escriptora en llengua anglesa d'origen xinès.
Filla d'un oficial de l'Exèrcit Popular d'Alliberament i una periodista que arran de la Revolució Cultural, en ésser els dos professors, van ser obligats a viure en una zona rural per a una "rehabilitació" on va passar la seva infantesa. Malgrat no tenir els dos cònjuges la mateixa procedència (eren de ciutats diferents) van poder coincidir en el mateix camp de treball fent de paletes. El 1972 van tornar a viure en una ciutat però com cadascun dels pares tenia un hukou (espècie de permís de residència) amb la mateixa destinació, la família es va separar i el pare va anar a viure a Xangai i tots només es podien reunir uns pocs dies a l'any. Mentre estudiava a l'institut va sofrir assetjament d'altres estudiants pel passat dels seus pares. Gràcies a les seves bones qualificacions acadèmiques va poder fer estudis superiors. Als anys 80 mentre estudiava Psicologia a la Universitat de Pequín va participar en el moviment democràtic d'estudiants i per la seva actuació a la plaça de Tiananmen (juny de 1989) va haver de fugir de Pequín (per la qual cosa la policia no la va detenir). Es doctorà en Administració d'Empresas a la Universitat Carnegie Mellon (Pittsburgh, Estats Units). Durant una desena d'anys ha impartit classes als Estats Units i al Regne Unit fins que va decidir viure de la literatura. Casada, actualment viu a Londres i ja no posseeix la nacionalitat xinesa.
És la creadora de la figura de la Mei Wang que treballava com a policia al Ministeri de la Seguretat Pública però en sofrir assetjament d'un alt càrrec va haver de deixar la seva feina. El 1998 té 31 anys (edat amb la qual una noia ja és considerada gran a la Xina); malgrat l'opinió de la família crea una consultoria d'informació (una manera de denominar a una agència de detectius, negoci no tolerat a la Xina. Els seus amics la consideren una dona freda ("bella de gel"). És capaç de casos difícils en ser intel·ligent i emprenedora malgrat no tenir un bon guanxi (xarxa social de coneguts que poden ajudar). Té una germana que treballa a la televisió amb molt d'èxit (i casada a un empresari ric) i és gràcies a ella que pot conduir un Mitsubishi vermell per Pequín. El seu ajudant és Gupin, honest i treballador.

## Obres
Relacionades amb la detectiu Mei Wang
- The Eye of Jade, 2007 (L'ull de jade). A Mei Wang Mystery, #1
- Paper Butterfly, 2008. A Mei Wang Mystery, #2 (En l'edició espanyola: "Mariposas para los muertos")
- The House of Golden Spirit, 2011 (La casa de l'Esperit Daurat). Publicació prohibida a la Xina.

Altres obres
- Lake With No Name: A True Story Of Love And Conflict In Modern China (2003) és el seu primer llibre. Té connotacions autobiogràfiques. Testimoni de la vida d'una dona a la Xina. El llac sense nom és en realitat el llac Weiming on ella va començar els seus primers escrits.